# Dryadosaura nordestina
Genre
Espèce
Dryadosaura nordestina, unique représentant du genre Dryadosaura, est une espèce de sauriens de la famille des Gymnophthalmidae.

## Répartition
Cette espèce est endémique du Brésil. Elle se rencontre en Alagoas, au Pernambouc, au Paraíba et au Rio Grande do Norte.

## Description
C'est un saurien diurne et ovipare, aux pattes petites voire atrophiées. Le mâle holotype mesure 54 mm de longueur standard plus 31 mm de queue.

## Étymologie
Son nom d'espèce lui a été donné en référence au lieu de sa découverte, le Nordeste.

## Publication originale
- Rodrigues, Freire, Pellegrino & Sites, 2005 : Phylogenetic relationships of a new genus and species of microteiid lizard from the Atlantic forest of north-eastern Brazil (Squamata, Gymnophthalmidae). Zoological Journal of the Linnean Society, vol. 144, no 4, p. 543-557 (texte intégral).